# Golubkina (inslagkrater)
Golubkina is een inslagkrater op Venus. Golubkina werd in 1985 genoemd naar de Sovjet-Russische beeldhouwster Anna Goloebkina (1864-1927).
De krater heeft een diameter van 28,4 kilometer en bevindt zich in het quadrangle Metis Mons (V-6).
Golubkina wordt gekenmerkt door terrasvormige binnenmuren en een centrale piek, typisch voor grote inslagkraters op de Aarde, de Maan en Mars. De terrasvormige binnenmuren werden later gevormd als gevolg van het instorten van de oorspronkelijke holte gevormd door de meteorietinslag. De centrale piek werd gevormd door de terugslag op de binnenste kraterbodem. De gladheid van de vloer kan te wijten zijn aan het uitvloeien van de vulkanische lavastromen in de kraterbodem. De ruwe vormen van de kraterejecta en de scherpe terrasvormige kraterwand wijzen er op dat de krater relatief jong is.